# Dominik Stadlmann
Dominik Stadlmann (4 giugno 1995) è un mezzofondista austriaco.

## Palmarès
| Anno | Manifestazione                                  | Sede              | Evento         | Risultato  | Prestazione | Note                          |
| ---- | ----------------------------------------------- | ----------------- | -------------- | ---------- | ----------- | ----------------------------- |
| 2011 | Mondiali U18                                    | Villeneuve-d'Ascq | 800 m piani    | Batteria   | 1'56"47     |                               |
| 2011 | Festival olimpico estivo della gioventù europea | Trebisonda        | 1500 m piani   | 13º        | 4'05"22     | Miglior prestazione personale |
| 2012 | Mondiali U20                                    | Barcellona        | 800 m piani    | Semifinale | 1'52"43     |                               |
| 2014 | Mondiali U20                                    | Eugene            | 800 m piani    | Semifinale | 1'52"73     |                               |
| 2024 | Europei                                         | Roma              | Mezza maratona | 57º        | 1h09'03"    |                               |

## Campionati nazionali
2011
- 7º ai campionati austriaci, 1500 m piani - 4'05"21
- 4º ai campionati austriaci, 800 m piani - 1'53"89
- 5º ai campionati austriaci indoor, 1500 m piani - 4'11"70
- Argento ai campionati austriaci under-18, 1500 m piani - 4'11"02
- Oro ai campionati austriaci under-18, 800 m piani - 2'00"87
- Argento ai campionati austriaci under-18 indoor, 1500 m piani - 4'16"38
- Oro ai campionati austriaci under-18 indoor, 800 m piani - 1'55"98

2012
- Argento ai campionati austriaci, 800 m piani - 1'51"72
- Oro ai campionati austriaci, staffetta 3x1000 m - 7'38"30
- 4º ai campionati austriaci indoor, 800 m piani - 1'55"81
- Argento ai campionati austriaci under-20, 400 m piani - 49"16
- Bronzo ai campionati austriaci under-20, 200 m piani - 22"67
- Oro ai campionati austriaci under-18, 800 m piani - 1'56"93
- Oro ai campionati austriaci under-18, 400 m piani - 49"43
- Argento ai campionati austriaci under-18 indoor, 800 m piani - 1'52"83
- Oro ai campionati austriaci under-18 indoor, 400 m piani - 50"66

2013
- Oro ai campionati austriaci under-23, 1500 m piani - 3'57"47
- Oro ai campionati austriaci under-23, 800 m piani - 1'53"58
- Oro ai campionati austriaci under-20, 1500 m piani - 4'06"53
- Oro ai campionati austriaci under-20, 800 m piani - 2'02"68
- Oro ai campionati austriaci under-20 indoor, 400 m piani - 49"22

2014
- Argento ai campionati austriaci, 800 m piani - 1'55"38
- Oro ai campionati austriaci under-20, 800 m piani - 1'52"75
- Oro ai campionati austriaci under-20 indoor, 800 m piani - 1'56"57

2015
- Argento ai campionati austriaci indoor, 3000 m piani - 8'32"00

2016
- 4º ai campionati austriaci under-23, 800 m piani - 1'57"12

2017
- Oro ai campionati austriaci, 800 m piani - 1'53"51
- Oro ai campionati austriaci indoor, 800 m piani - 1'55"49
- Argento ai campionati austriaci indoor, 400 m piani - 48"57

2018
- Argento ai campionati austriaci, 1500 m piani - 3'55"30
- Bronzo ai campionati austriaci, 800 m piani - 1'55"60

2019
- Argento ai campionati austriaci indoor, 1500 m piani - 3'49"70
- Oro ai campionati austriaci indoor, 800 m piani - 1'52"78

2020
- Argento ai campionati austriaci, 1500 m piani - 3'50"22
- Argento ai campionati austriaci, 800 m piani - 1'52"58

2021
- 13º ai campionati austriaci di corsa campestre - 33'54"

2022
- Bronzo ai campionati austriaci, 10000 m piani - 30'24"09
- Bronzo ai campionati austriaci di mezza maratona - 1h03'26"
- 6º ai campionati austriaci di 10 km su strada - 30'56"

2023
- Bronzo ai campionati austriaci, 5000 m piani - 14'20"03
- 4º ai campionati austriaci, 1500 m piani - 3'53"59

2024
- 5º ai campionati austriaci, 800 m piani - 1'59"54
- 5º ai campionati austriaci di mezza maratona - 1h06'50"
- Bronzo ai campionati austriaci di 10 km su strada - 30'03"

## Altre competizioni internazionali
2017
- 7º nella First League dei Campionati europei a squadre ( Tel Aviv), 800 m piani - 1'49"94

2022
- 39º alla Mezza maratona di Copenaghen ( Copenaghen) - 1h03'45"

2023
- 38º in Coppa Europa dei 10000 metri ( Pacé), 10000 m piani - 29'54"23

2024
- 24º alla Mezza maratona di Barcellona ( Barcellona) - 1h04'20"
- 15º al Birell Grand Prix ( Praga) - 29'59"